# Ramiro Pinilla
Ramiro Pinilla García (Bilbao, Vizcaya, 13 de septiembre de 1923 - Baracaldo, Vizcaya, 23 de octubre de 2014) fue un escritor español. Formó parte de la corriente renovadora de la narrativa española que se inició en la década de 1960. Una temática recurrente en sus novelas es la situación de los obreros emigrados al País Vasco y los efectos sociales de esa situación.

## Biografía

### Inicios
A los quince años era ya un lector compulsivo que intentaba evadirse de la dura posguerra y que pronto empezó a escribir sus propias narraciones. Trabajó en la marina mercante, como maquinista naval, pero era una profesión muy dura que decidió abandonar. Después lo hizo en una fábrica de gas de Bilbao, se casó y por las tardes escribía los relatos que se imprimían al dorso de una colección de cromos, de forma que solo por la noches podía dedicarse a la narrativa extensa.

### Profesionalización
En 1960, ganó el premio Nadal con Las ciegas hormigas, y fue despedido de la redacción de los cromos con el pretexto de no dedicarse en exclusiva a esa tarea. Marchó entonces a Guecho, en el campo, para aislarse más. Su predilección por los circuitos marginales de comercialización y por la autoedición, a través de Libropueblo, una pequeña editorial fundada por él mismo y que sólo distribuye en Bilbao y a precio de coste, lo fue dejando en la penumbra, en el extrarradio de los circuitos culturales y comerciales.
En ella, y desde que quedó finalista del premio Planeta en 1971 con su novela Seno, el novelista vasco publicó Recuerda, oh recuerda (1974), Primeras historias de la guerra interminable (1977), La gran guerra de Doña Toda (1978), Andanzas de Txiki Baskardo (1980), el primer volumen de Verdes valles, colinas rojas (1986), Quince años (1990) y Huesos (1997).
Pinilla trabajó en su finca rural donde escribió la Guía Secreta de Vizcaya (1975), que se vendió con hojas arrancadas por la censura, y Antonio B., el Rojo, ciudadano de tercera (1977), que relata la aventura vital de un guarda de obras y que tuvo bastante difusión.

### Últimos años
Después publicó ya con una editorial destacada, Tusquets, su premiada trilogía Verdes valles, colinas rojas, que trata la historia reciente del País Vasco y de Guecho y se considera habitualmente su obra maestra. Tardó veinte años en escribirla y en ella utiliza personajes y hechos ya narrados en Andanzas de Txiki Baskardo. Constituye un gran retrato histórico y social del lugar donde trascurrió su vida, Guecho, que conocía muy bien, así como su playa de Arrigunaga, a la que cada día solía asomarse. Desde principios de los ochenta asistió además a una tertulia literaria que se celebraba los lunes en su pueblo, el Taller de Escritura, del que han salido algunas de las nuevas firmas de la literatura vasca: Biktor Abad, Julen Ariño, Marta Barrón, Mario Montenegro, Willy Uribe, Jon Bilbao…
El escritor Fernando Aramburu, que lo conoció bien, lo describió así:
«Ramiro arrastró de por vida el recuerdo tenebroso de la represión. Pasadas las décadas, aún se acordaba de aquellos falangistas de principios de la posguerra que iban por las casas de Getxo y alrededores buscando carne de paredón. Lo refirió en algunos pasajes de sus novelas; como asunto central, en La higuera, uno de sus textos que mayor aprecio me inspira. Ramiro Pinilla gastaba ese tipo de humor que obedece al nombre de retranca, cuyo fin primordial no es causar la risa, sino clavarle al interlocutor, como quien no quiere la cosa, un aguijonazo sutil de ironía. Era más un hombre de significados que de ornamentos formales».

Falleció en octubre de 2014, con motivo de una pancreatitis 
En el año 2017, el Ayuntamiento de Gecho, en colaboración con el Aula de Cultura, creó los premios literarios «Ramiro Pinilla» de novela corta y el «Txiki Baskardo», de relatos escritos por escolares del pueblo.

## Obra

### Narrativa
- Misterio de la pensión Florrie (1944, publicada en edición de quiosco bajo el pseudónimo de Romo P. Girca)
- El ídolo (1957). Premio Mensajero
- Soporte para una mesa (1959). Premio Mansilla.
- Las ciegas hormigas (1960, ed. Destino, y reeditado en 2010). Premio Nadal y Premio de la Crítica (1.º)
- El héroe del Tonkin (1961)
- En el tiempo de los tallos verdes (1969)
- Seno (1971, ed. Planeta). Finalista del Premio Planeta.
- El salto (1975)
- Recuerda, oh, recuerda (1975)
- Antonio B... "el Rojo", ciudadano de tercera (1977, reeditado en 2007 como Antonio B. el Ruso, ciudadano de tercera)
- Primeras historias de la guerra interminable (1977)
- La gran guerra de Doña Toda (1978)
- Andanzas de Txiki Baskardo (1979)
- Verdes valles, colinas rojas, vol. 1 (1986, autoeditada en su editorial Libropueblo)
- Quince años (1990)
- Huesos (1997)
- La estación de Getxo (1998)
- Verdes valles, colinas rojas (2004-2005, ed. Tusquets). Trilogía compuesta por:
  - La tierra convulsa (parte I, octubre de 2004). Premio Euskadi de Literatura en castellano (1.º)
  - Los cuerpos desnudos (parte II, mayo de 2005)
  - Las cenizas del hierro (parte III, noviembre de 2005). Premio de la Crítica (2.º) y Premio Nacional de Narrativa
- La higuera (2006, ed. Tusquets)
- Sólo un muerto más (2009, ed. Tusquets). Primer caso del detective Samuel Esparta (un crimen que dejó sin resolver en Verdes valles, colinas rojas).
- Los cuentos (2011, ed. Tusquets, libro de cuentos). Reúne los relatos de Recuerda, oh, recuerda (1975) y Primeras historias de la guerra interminable (1977)
- Aquella edad inolvidable (2012, ed. Tusquets). Premio Euskadi de Literatura en castellano (2.º)
- El cementerio vacío (2013, ed. Tusquets). Segundo caso del detective Samuel Esparta.
- Cadáveres en la playa (2014, ed. Tusquets). Tercer caso del detective Samuel Esparta.

### Ensayo
- Guía secreta de Vizcaya (1975), la obra fue censurada por la autoridad.

## Premios
- 1957 - Premio Mensajero por El ídolo (1957).
- 1959 - Premio Mansilla por Soporte para una mesa (1959).
- 1960 - Premio Nadal por Las ciegas hormigas (1960).
- 1962 - Premio de la Crítica por Las ciegas hormigas (1960). (1º)
- 1971 - Finalista del Premio Planeta por Seno (1971).
- 2005 - Premio Euskadi de Literatura en castellano por Verdes valles, colinas rojas. La tierra convulsa, parte I (2004). (1º)
- 2005 - Premio de la Crítica por Verdes valles, colinas rojas. Las cenizas del hierro, parte III (2005). (2º)
- 2006 - Premio Nacional de Narrativa por Verdes valles, colinas rojas. Las cenizas del hierro, parte III (2005).
- 2012 - Premio Lan Onari 2012 a su trayectoria literaria.[7]
- 2013 - Premio Euskadi de Literatura en castellano por Aquella edad inolvidable (2012). (2º)[8]